# Església de Sant Gregori Taumaturg
L'Església de Sant Gregori Taumaturg és un temple de culte catòlic situat al centre de la plaça homònima del barri de Sant Gervasi-Galvany de Barcelona.

## Història
El 1945, el bisbe Gregorio Modrego va crear la parròquia de Sant Gregori Taumaturg, instal·lada inicialment als baixos d'un edifici particular.
El 13 de setembre de 1955 es va co·locar la primera pedra del temple, essent rector Xavier M. Bertran. Les obres, dirigides per l'arquitecte Bartomeu Llongueras Galí, es van dur amb molta lentitud, i van estar paralitzades entre 1973 i 1993, quan foren represes per Jordi Bonet. Aquest va simplificar el projecte inicial, més alt i amb quatre campanars i una cúpula, i es va inaugurar el 1995.

## Descripció
Tot i que coneguda popularment com l'«església rodona», realment és de planta el·líptica. La façana principal recorda el Panteó de Roma, amb quatre grans columnes jòniques (entre les quals hi ha tres portes i tres grans òculs) que sostenen un entaulament amb la inscripció en llatí TEMPLUM SANCTI GREGORII THAUMATURGI, sobre el qual hi ha un frontó.
A l'interior cal destacar els vitralls abstractes dissenyats per Joan Vila i Grau, els figuratius de Pere Cànoves i la pintura de Joan Torras i Viver.

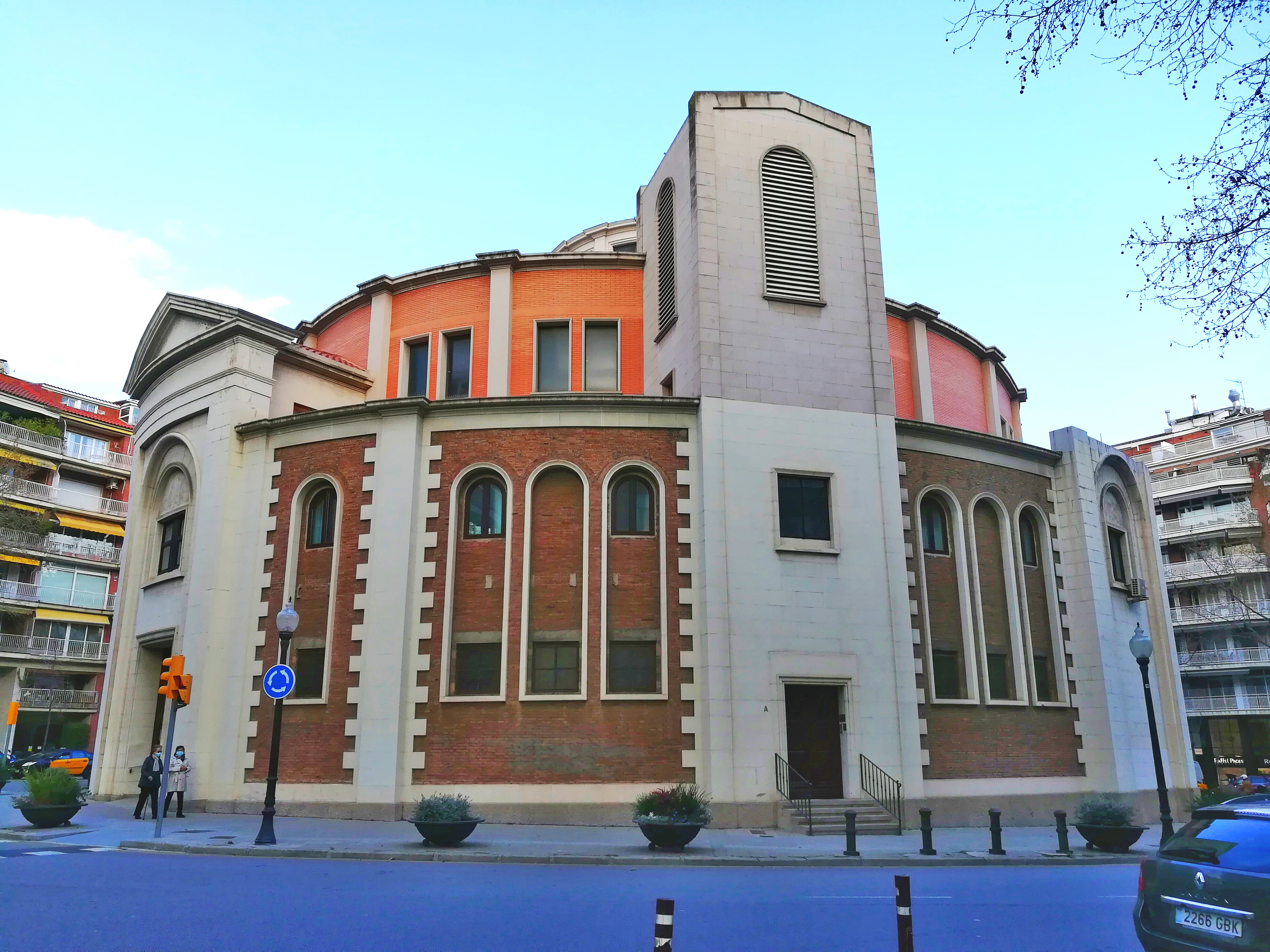
Vista des de l'oest, amb el campanar en primer terme